# Simone Ballard
Pour les articles homonymes, voir Ballard.
Simone Ballard (1895 — 1978) est une mezzo-soprano et contralto lyrique française.

## Carrière
Simonne Berthe Ballard naît à Sannois le 26 mars 1895. Ses deux parents ont travaillé à l'Opéra de Paris, son père Louis Ballard comme contrebassiste de 1894 à 1897, tandis que sa mère, Berthe Bronville (née le 6 mars 1865 à Paris ; y décédée le 21 mars 1948), a fait ses débuts comme soprano dans le rôle d'Alice dans Robert le diable de Meyerbeer mais elle abandonne sa carrière quand elle se marie en 1891,.
Ballard étudie le piano et la voix au Conservatoire national de Paris avec Eugène Lorrain et Jacques Isnardon. Elle fait ses débuts à l'Opéra de La Monnaie en 1921 dans le rôle d'Amneris dans Aida de Verdi. Sa performance lui vaut d'être engagée par l'établissement où elle chantera jusqu'en 1940. Elle participe à des premières, apparaissant le 2 mai 1926 en tant que la belle-sœur dans Les Malheurs d'Orphée de Milhaud, le 28 décembre 1927 dans le rôle-titre d'Antigone d'Arthur Honegger et en 1929 dans Le Joueur de Prokofiev,.
Elle joue dans les premières mises en scène de plusieurs opéras à la Monnaie, notamment dans le rôle de l'infirmière Kseniya dans Boris Godunov de Moussorgski (1921), de Khivria dans La Foire de Sorotchintsy de Mussorgsky (1925), Tkatchikha dans Le conte du Tsar Saltan de Rimsky-Korsakov (1926), de La Mère / La Libellule et La Tasse Chinoise dans L'Enfant et les Sortilèges de Ravel (1926), de Dèbora dans Dèbora e Jaéle d'Ildebrando Pizzetti (1929) et d'Orsola dans La farsa amorosa de Zandonai (1933),,.
Ses quelque 70 rôles comprennent Azucena dans Il trovatore de Verdi, Dalila dans Samson et Dalila de Camille Saint-Saens, et le rôle-titre dans Hérodiade de Jules Massenet. Elle a joué dans des œuvres scéniques de Richard Wagner, comme le rôle de Magdalene dans Die Meistersinger von Nürnberg, de Brangäne dans Tristan und Isolde et de Fricka dans L'Anneau du Nibelung. Elle est également apparue comme la comtesse dans La Dame de pique de Tchaïkovski, comme Annina dans Der Rosenkavalier de Strauss, comme la grand-mère dans La vida breve de Manuel de Falla, et comme Juno dans l'Orphée aux Enfers d'Offenbach.
Ballard se retire de la scène lorsqu'elle épouse le compositeur et chef d'orchestre Albert Wolff en 1940. Retirée dans le Var, elle meurt à Six-Fours-les-Plages le 8 octobre 1978.